# Кренг
Кренг (англ. Krang) — персонаж, суперлиходій, з'являється в проектах, пов'язаних з Черепашками-ніндзя.
Кренг вперше з'явився в першому мультсеріалі «Черепашки-ніндзя», після чого був адаптований у комікси у випуску Teenage Mutant Ninja Turtles Adventures #1, опублікований Archie Comics у серпні 1988 року, приуроченому до виходу мультсеріалу. Кренг був створений Девідом Уайзом, який узяв за основу расу Утромів, для постачання Шреддера інопланетними технологіями, озвучений Петом Фрейлі. Він, як і раніше, є другим з головних антагоністів Черепашок ніндзя, виступаючи в ролі генерала Кренга в коміксах «Черепашки-ніндзя» публікації IDW 2012 року.
Кренг — інопланетянин із Вимірювання X, союзник Шреддера. Також він з'являється в третьому мультсеріалі Черепашки Ніндзя, як Верховний Кренг і класичний Кренг (у кросоверних серіях з першим мультсеріалом). Також класичний Кренг з'являється у повнометражному мультфільмі «Черепашки назавжди», а також можна помітити схожу людину (тіло-андроїд) серед поплічників Пінгвіна в мультфільмі «Бетмен проти Черепашок-ніндзя». У повнометражному фільмі «Черепашки-ніндзя 2» 2016 року роль Кренга озвучив Бред Гарретт. Кренг також з'являється в багатьох відеоіграх про Черепашки-Ніндзя.

## Біографія
Про минуле Кренга відомо дуже мало. Достовірно відомо лише те, що за кілька років до подій пілотної серії мультсеріалу він і двоє його поплічників, Дракуз і Шрека, вирішили підкорити «Вимір Ікс» — їх рідну планетарну систему. Для цього Кренг створив кам'яних солдатів — кремнійорганічних істот, покритих кам'яною бронею, а Дракуз розробив потужну саморушну фортеця, що отримала назву «Технодром». Деякий час по тому Кренг вирішив позбутися своїх помічників і стати одноосібним правителем Виміру Ікс. Але з якоїсь причини йому це не вдалося, і він поніс жорстоке покарання — його тіло було знищено, залишився лише мозок. В одній із серій з'являлися 7 його клонів з тілами, за них і можна судити про його справжній образ — високе класичне НФ-чудовисько з хвостом і виступаючим носом.
На Землі Кренг знайомиться зі Шреддером і надає йому високотехнологічне обладнання. В обмін він вимагав від Шреддера нове тіло-андроїд, але Шреддер не поспішав виконувати обіцянку, побоюючись, що Кренг зрадить його. Однак, переконавшись, що без допомоги Кренга йому не обійтися, він все ж таки створив для нього тіло — величезне і неповоротке, але дуже потужне.
Протягом усього мультсеріалу Кренг мріяв захопити Землю, але його плани постійно зазнавали аварії через втручання Черепашок. У 8-му сезоні Черепашкам вдалося відправити машину-фортецю Кренга технодром назад у Вимірювання Х, а самі Шреддер і Кренг залишилися на Землі. Тіло-андроїд Кренг було пошкоджено, і він користувався спеціальним кроком. Але невдовзі Кренг і Шреддер знову потрапили на технодром, де знову воювали з Черепашками. У битві двигуни технодрому були знищені, і він застряг у Вимірюванні Х назавжди, тим самим поклавши край надіям Кренга на завоювання Землі. Кренг і Шреддер провели у Вимірюванні Х два роки, поки не зустрілися з лордом Дреггом, який запропонував їм повернутися на Землю для боротьби з Черепашками, але Шреддер не хоче працювати з Дреггом, і вони з Кренгом намагаються позбутися його, так само, як і він від них. Наприкінці Черепашки руйнують плани Дрегга і відправляють Шреддера і Кренга назад у Вимір Х. Наприкінці 10-го сезону Черепашки вирушили в Вимір Х, щоб забрати андроїдне тіло Кренга з технодрому для боротьби з лордом Дреггом.

## Здібності
Кренг використовував велике і потужне тіло-андроїд, керуючи ним з кабіни, яка розміщувалася біля андроїда у животі. Спочатку в андроїді знаходився мікрочип, який дозволяв Кренгу збільшуватися в розмірах, але його було знищено в серії «Розщеплення Шреддера». Вранці Шреддер Ч'Релл скопіював цю технологію і швидко переміг Кренга у бою за кілька секунд. Але навіть без мікрочипа у тіла Кренга було багато можливостей: його руки могли перетворюватися на різні види зброї (сокири, булави, кліщі), в крила і навіть у засіб зв'язку.
Кренг іноді використовував також машину, яку він назвав крокувальником. Це був невеликий пристрій, що являв собою ноги, прикріплені до платформи, покритої прозорим куполом. У самій платформі були отвори для щупалець Кренга. На основі цього кроку випущено першу іграшку Кренга.
У фінальному сезоні мультсеріалу Кренг виявив ознаки гіпнотичних сил, коли він загіпнотизував одного із солдатів лорда Дрегга. Без тіла Кренг є найслабшим персонажем з мультсеріалу 1987 року, проте надзвичайно розумним: IQ Кренга в 20 разів перевищує людський.

## Відеоігри
Кренг фігурує майже у всіх іграх про Черепашки-ніндзя як передостанній або останній бос. Як локація Кренга, найчастіше, є технодром.
Ігри в яких з'являється Кренг:
- Teenage Mutant Ninja Turtles (аркадна гра)

- Teenage Mutant Ninja Turtles: Fall of the Foot Clan
- Teenage Mutant Ninja Turtles III: The Manhattan Project
- Teenag Mutant Ninja Turtles II: Back from the Sewers
- Teenage Mutant Ninja Turtles: Turtles in Time і у ремейку гри Teenage Mutant Ninja Turtles: Turtles in Time Re-Shelled
- Teenage Mutant Ninja Turtles: Tournament Fighters (Sega Genesis)
- Teenage Mutant Ninja Turtles: The Hyperstone Heist
- У грі Teenage Mutant Ninja Turtles Smash Up є персонаж Утромінатор, котрий был створений на основі Кренга.
- Teenage Mutant Ninja Turtles: Mutants in Manhattan